# Oosthuizen
Oosthuizen is een dorp in de gemeente Edam-Volendam, provincie Noord-Holland. In 2023 had het dorp 3.525 inwoners.
Tot 1 januari 2016 was Oosthuizen de hoofdplaats van de gemeente Zeevang. Als gevolg van een gemeentelijke herindeling werd de gemeente Zeevang bij Edam-Volendam gevoegd.

## Geschiedenis

### Eerste vermelding van Oosthuizen
Het is niet duidelijk wanneer de plaats Oosthuizen voor het eerst vermeld werd. Er zijn verschillende theorieën:
- Dat kan geweest zijn in 1292 in de Asthusa Minora, een boek van de heilige Adalbert uit het klooster in Egmond.[2]
- Dit jaartal 1292 kan echter ook betrekking hebben op de datering van het oudste archiefstuk van de heerlijkheid Oosthuizen, waartoe naast het dorp Oosthuizen ook Zuid-Schardam, Etersheim, Hobrede en het Verloreneinde van Kwadijk behoorden.[3][4]
- Oosthuizen zou al in het jaar 1214 als Asthusa Minora zijn vermeld.[5]
- Er is al een vermelding in de periode 1100–1140 op de inkomstenlijst van de abdij van Egmond.[6]
- De al in 922 genoemde nederzetting 'Atgereswere', aan de Bamestra (Beemster, een waterloop), zou een verwijzing kunnen zijn naar wat later Oosthuizen zou worden.[7]

### Toponymie
Het toponiem 'Oosthuizen' is in de loop der geschiedenis diverse malen veranderd, onder andere Asthusa, Asthusa Minore, Luttic Asthusa en Liteoosthuzen. Rond 1200 kwam de naam voor als Asthusa Minora. In een latere oorkonde van de heer Gerrit van Heemskerk (ook wel Gerrit van Heemskerck Arentszoon), waarin hij vermeldt over welke bannen hij de baas is, werd de naam Luttickoisthusen of Luttckoisthuijsen gebruikt.
Oosthuizen komt als Liteoosthuzen voor op een kaart van de jurist Mr. Gerrit de Vries Azn, die betrekking had op 'de toestand van Hollands Noorderkwartier in 1288'. Een aantal jaren later werd Oosthuizen als Luttic-Asthusa, Klein-Oosthuizen, geschreven. Aan het eind van de veertiende eeuw kwam de naam Litkostuizer-Koogen in zwang, die later gesplitst werd naar Luttik-Oosthuizen. Uiteindelijk bleef alleen de naam Oosthuizen over. De voorvoegsels als 'Luttic' en 'Lite' kunnen vertaald worden als 'klein'. Met andere woorden: Oosthuizen werd gezien als klein Oosthuizen, die ter ter onderscheiding van Grote Oesthusen of Groot-Oesthuzen, dat later Grosthuizen werd.

## Bezienswaardigheden
- De Grote Kerk is een laatgotische kerk uit de periode 1511–1518, die is gerestaureerd in de jaren 1990–2003. In de kerk bevindt zich een uit 1723 stammend praalgraf van François van Bredehoff, heer van Oosthuizen, en twaalf rouwkassen. Ook bijzonder is het kerkorgel, waarvan delen mogelijk uit de 16e eeuw dateren.
- Op de Algemene Begraafplaats van Oosthuizen ligt de schrijfster Lizzy Sara May begraven.

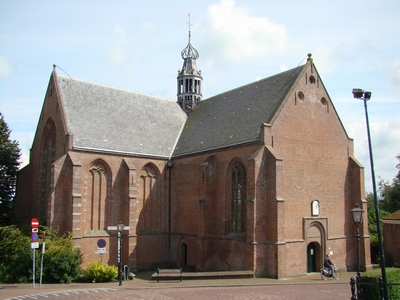
De Grote of Sint-Nicolaaskerk
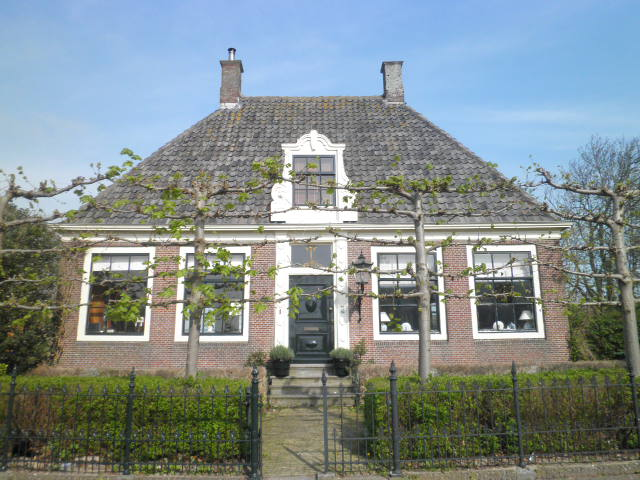
18e-eeuws woonhuis
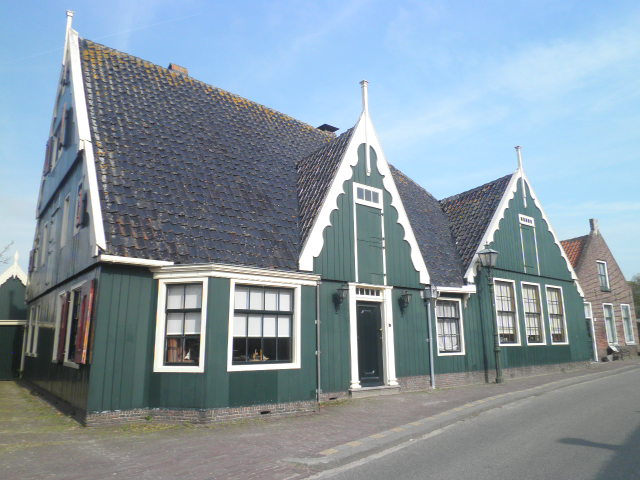
18e-eeuwse boerenwoning

Zie ook:
- Lijst van rijksmonumenten in Oosthuizen
- Lijst van gemeentelijke monumenten in Oosthuizen

## Geboren
- Joan Adriaan de Vicq (1823–1864), burgemeester
- Hendrik Albert van Foreest (1898–1981), marineofficier
- Menno Vroom (1973), radio-dj

## Overleden
- Tabo Jansz (ca. 1700–1766) - dienaar van Adriaan van Bredehoff